# Salomon Ehrmann
Salomón Ehrmann (19 de diciembre de 1854 - 24 de octubre de 1926) fue un dermatólogo e histólogo austríaco que nació en la aldea de Ostrovec, que hoy es parte de la República Checa. Fue un miembro importante de la célebre Escuela de Viena de Dermatología, fundada por Ferdinand Ritter von Hebra (1816-1888). 
Proveniente de una familia judía austrohúngara, Ehrmann fue un alumno del histólogo Carl Wedl (1815-1891) en la Universidad de Viena, y, más tarde se convirtió en director del departamento de dermatología en Hospital General de Viena. Se especializó en el campo de la sífilis, y es reconocido por su investigaciones del Spirochaetae pallida (el agente causal de la sífilis), y su propagación en todo el cuerpo humano. 
En 1895 describió acné keloidalis, que se refirió como foliculitis Nuchae sclerotisans. 
Entre sus obras escritas está un atlas comparativo de diagnóstico de enfermedades de la piel llamadoVergleichend-diagnostischer Atlas der Hautkrankheiten und der Syphilide. Otras obras publicadas por la Ehrmann incluyen: 
- Kompendium der speziellen Histopathologie der Haut (con Johannes Fick), 1905
- Der über die Beziehungen zu den Spirochaeta pallida linfáticos-und Blutbahnen
- Die Phagocytose und die der Degenerationsformen espiroqueta pallida Primäraffekt und im Lymphstrang, 1906
- Beziehungen zu der ekzematösen Erkrankungen inneren Leiden, 1924.